# Église Notre-Dame de La Chapelle-sous-Brancion
L'église Notre-Dame est une église romane située sur le territoire de la commune de La Chapelle-sous-Brancion dans le département français de Saône-et-Loire en région Bourgogne-Franche-Comté.

## Historique
L'église date de la seconde moitié du XIIe siècle.
La nef a été en partie reconstruite en 1893 (plans de l'architecte Blanc de Tournus), sur les bases des murs romans.
L'église fait l'objet d'une inscription partielle au titre des monuments historiques depuis le 27 septembre 1948.
En 2020, ainsi que 126 autres lieux répartis sur le territoire du Pôle d'équilibre territorial et rural (PETR) Mâconnais Sud Bourgogne, l'église a intégré les « Chemins du roman en Mâconnais Sud Bourgogne » et bénéficié de la pose d'une signalétique spécifique.

## Architecture
L'église possède un beau chevet roman constitué d'une abside semi-circulaire ornée de petites arcatures et de colonnes engagées malheureusement abîmées. L'abside est percée de trois fenêtres et est recouverte de lauzes.
La croisée du transept est surmontée d'un beau clocher, percé au dernier étage de paires de baies géminées séparées par des colonnes.

## Mobilier
Dans l'église est exposée une toile de Henri Dejussieu (1828-1907), Le Denier de César, peinte en 1859 (en vue de la première participation de l'artiste au Salon de peinture et de sculpture,
manifestation artistique annuelle qui permettait, notamment, aux étudiants de l’École des Beaux-Arts de Paris de faire connaître leurs travaux) ; des Pharisiens, souhaitant mettre Jésus dans l'embarras, lui demandent s’il est juste de payer l’impôt à Rome, question à laquelle Jésus répond en regardant une monnaie portant le visage de l’empereur, le « denier de César », et en déclarant : « Rendez à César ce qui est à César et à Dieu ce qui est à Dieu »  (Marc 12,17, Matthieu 22,21 et Luc 20,25). 

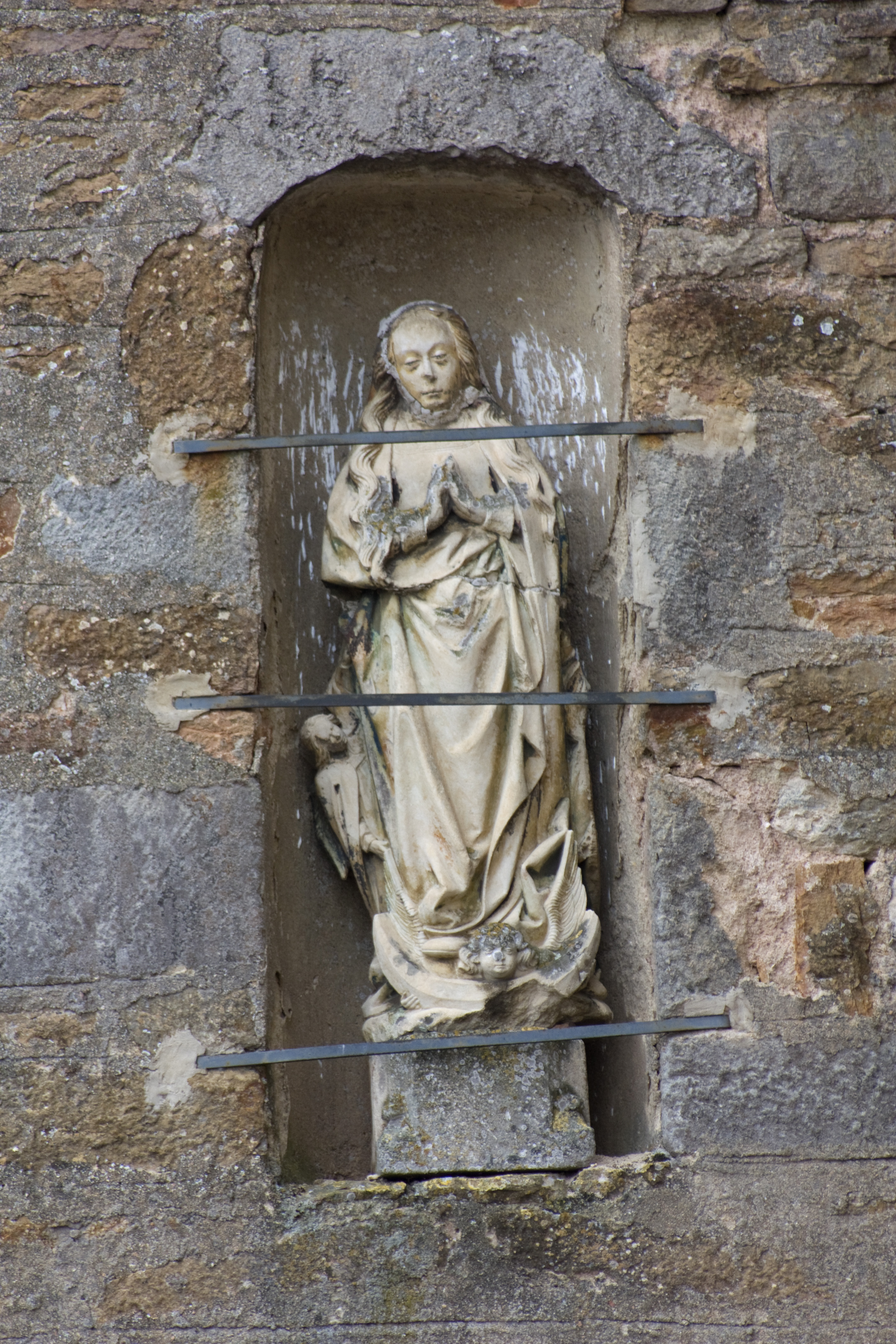
Vierge au croissant avec deux angelots.
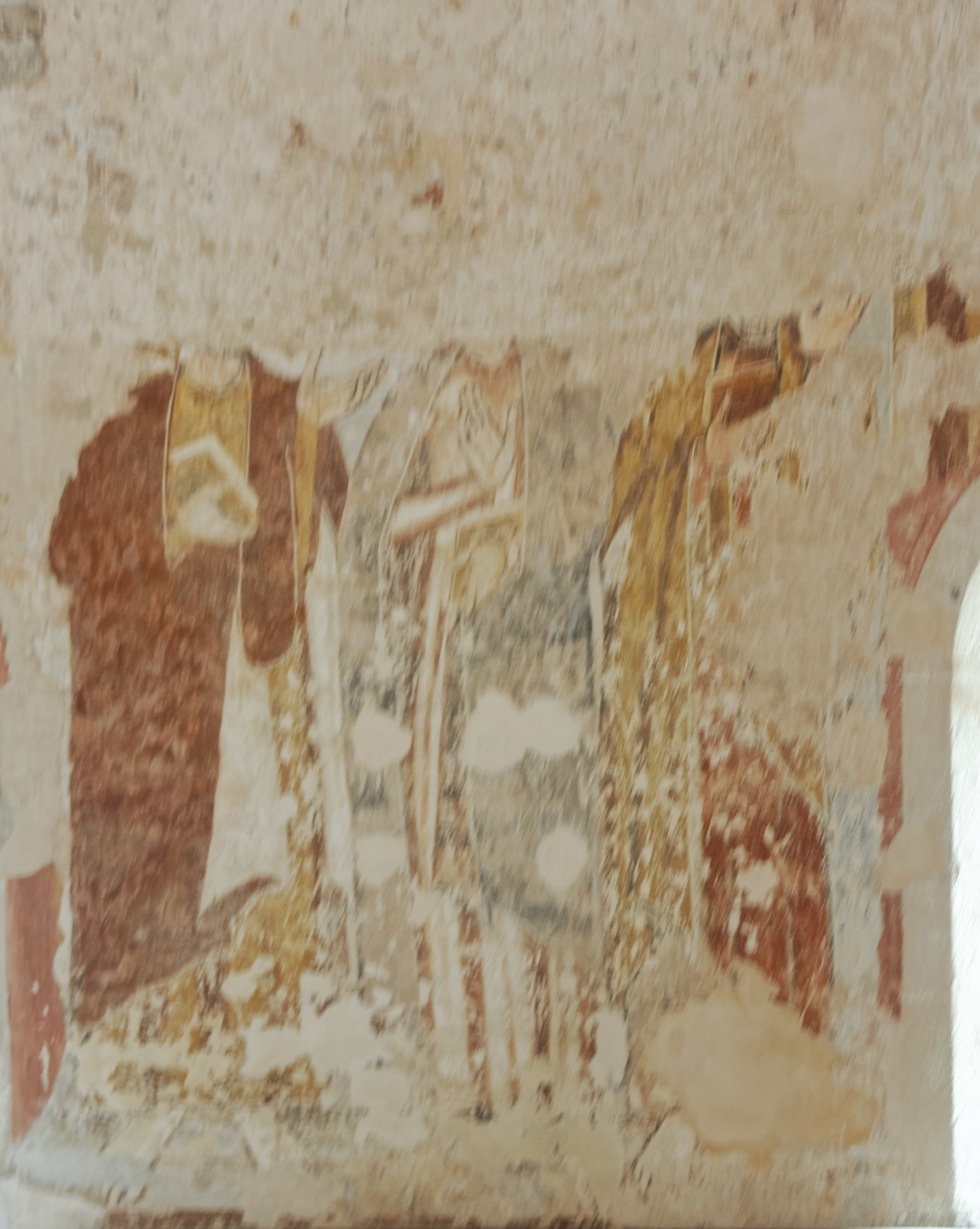
Peintures de l'abside, en cours de réhabilitation.

## Culte
Édifice consacré du diocèse d'Autun relevant de la paroisse Saint-Philibert-en-Tournugeois (siège à Tournus) – qui en est affectataire au titre de la loi de 1905 –, l'église de La Chapelle-sous-Brancion est, plusieurs siècles après sa construction, un lieu de culte catholique.